# Готфрід Гайнріх Штельцель

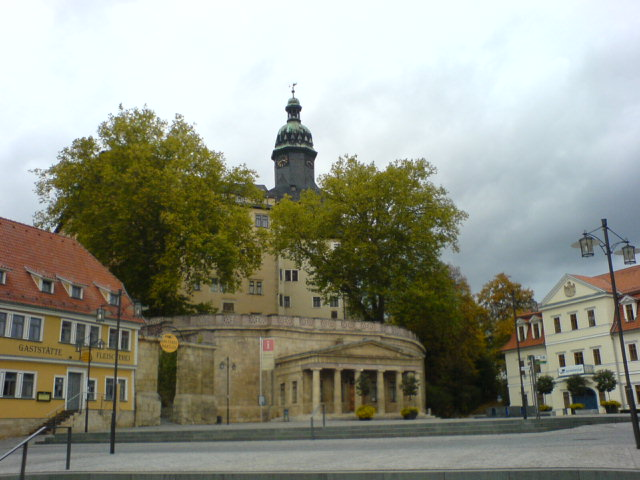
Замок і Ринкова площа Зондерсхаузен

Готфрід Гайнріх Штьольцель (нім. Gottfried Heinrich Stölzel Gottfried Heinrich Stölzel; 13 січня 1690, Шварценберг — 27 листопада 1749, Гота) — композитор і теоретик музики епохи Бароко.
Штьольцель народився і виріс в німецькому місті Шварценберг, що входить до складу району під назвою Рудні гори. У 1707 році він вступив на теологічний факультет у Лейпцигу, а також займався композицією у Мельхіора Гофмана. Він навчався, працював і писав музику у Вроцлаві та Галле. Під час свєї 18-місячної подорожі в Італію 1712 року він познайомився з Антоніо Вівальді, ставши, таким чином, першим німецьким музикантом, що зустрівся відомому композитору. Попрацювавши три роки в Празі, Штьольцель нетривалий час значився капельмейстером в Байройті і Гері. Потім, в 1719 році, він одружився, і в наступному році вступив на службу в місті Гота, де до кінця життя працював на герцогів Саксен-Гота-Альтенбургських Фрідріха II і Фрідріха III, щотижня пишучи по кантаті.
З 1730 Штьольцель писав також для німецького міста Зондерсхаузен. Він компонував інструментальну музику та вокальні арії для виконання при дворі. У міському архіві Зондерсхаузена збереглося багато його рукописів, які були знайдені в 1870 році в коробці за органом. Половина його композиторської спадщини втрачена. Велика частина відповідальності за втрату рукописів Штьольцеля лежить на Іржі Бенда, який змінив його на посаді капельмейстера при дворі герцога Тюрінгії. У 1778 році Бенда написав: «… Тільки найкращі роботи мого попередника, які навіть зараз можна виконувати як церковну музику, збережені, оскільки я вже давно відділив їх від непотрібного сміття і зберігаю у себе вдома». Виходячи з цього, можна припустити, що світська музика (вітальні кантати, серенади, опери і т. ін.), а також більшість інструментальних робіт Штьольцеля були втрачені ще при житті Бенди. Це «сміття» було, ймовірно, віднесене ним на горище замку, де через дірки в даху рукописи піддавалися постійному впливу опадів, а також страждали від щурів. Крістіан Аренс запропонував ще одне пояснення, чому так багато музики Штьольцеля було втрачено: музиканти при дворі подавали в міські газети оголошення про продаж своїх інструментів і рукописів. Штьольцель, мабуть, незадовго до смерті вчинив так само (можливо, для того, щоб розплатитися за лікування, оскільки перед смертю він сильно захворів). Відомо, що Штьольцель написав, наприклад, 18 оркестрових сюїт, жодної з яких не збереглося. Втрачені і 90 серенад (виконувалися в якості «застільної музики»). Фактично, з величезної спадщини композитора, яке могло налічувати тисячі творів, збереглися тільки дванадцять рукописів.
За часів свого життя Штьольцель мав чудову репутацію: Лоренц Крістоф Міцлер оцінював його нарівні з Бахом. Йоганн Маттезон згадував його серед «розсудливих, вчених і великих майстрів музики» свого століття. Безліч поетичних текстів, що відрізнялися досить високою якістю, Штьольцель для своєї вокальної музики створював сам. Його музика міцно увійшла в ази фортепіанної педагогіки завдяки кільком п'єсами, включеним в Нотний зошит Анни Магдалени Бах.
Серед найбільш значущих робіт Штьольцеля: чотири кончерто гросо, багато Сінфоній, а також концерт для гобоя д'амур. Його опери «Диомеда», «Нарцис», «Валерія», «Артемисия» і «Оріон» не збереглися.
Сучасні виконавці (зокрема, Людгер Ремі) успішно відновили популярність його музики. Були записані його ораторії, наприклад, Пассіон по Брокесу (1725), і Різдвяні Оратории (що складаються з кантат), а також «Німецька меса» для чотириголосного хору, струнних і бассо контінуо. Штьольцель написав 1358 кантат (дванадцять повних річних циклів церковних кантат), з яких 1215 збереглися, але з них тільки у половини (605) є музичний матеріал (тобто, партитура і партії).

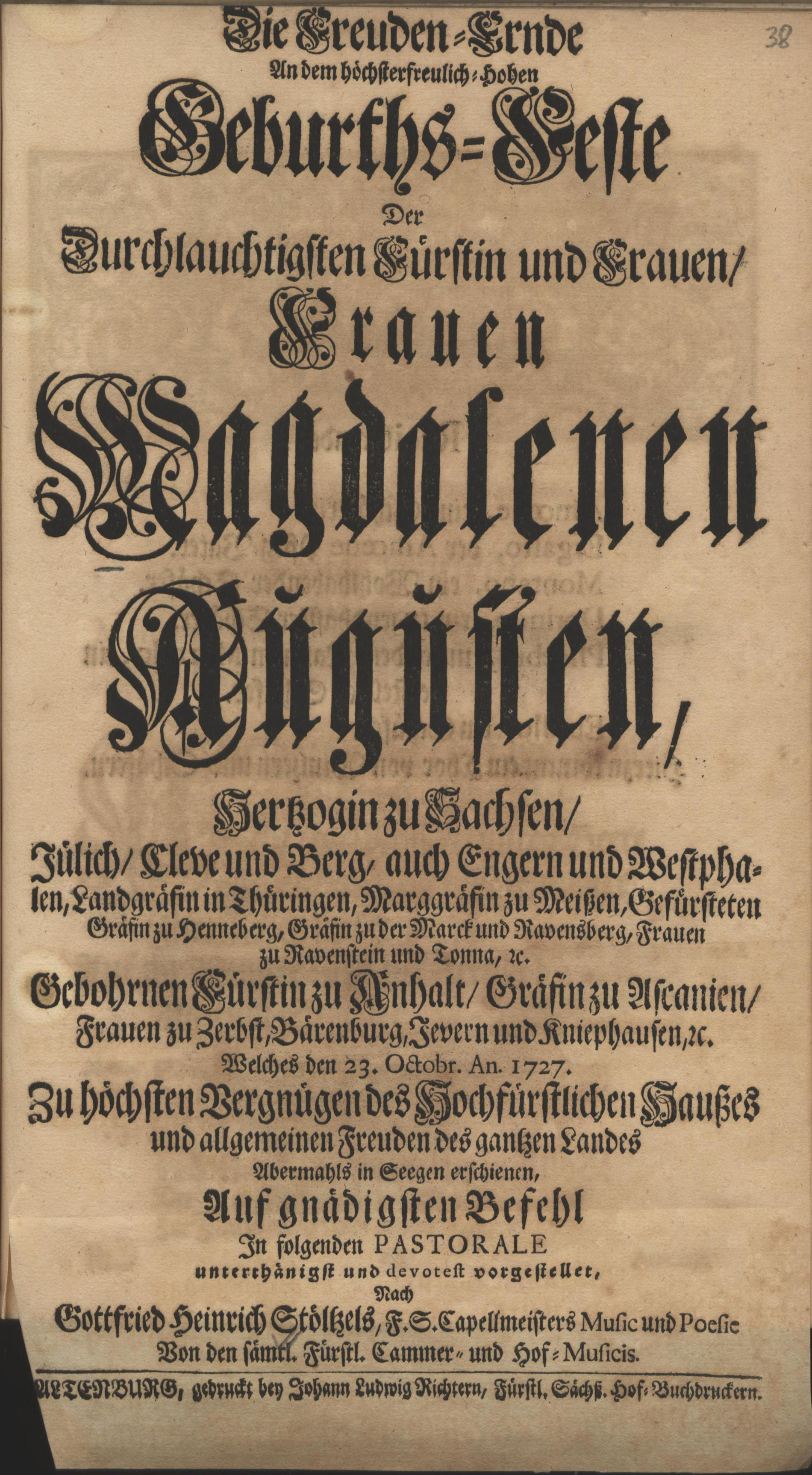
Титульний лист Серенади до дня народження, написаної Штьольцелем у жовтні 1727 року

Крім того, Штьольцель писав кантати на неканонічні тексти. (На початку XXI ст. був записаний компакт-диск, що включає кілька кантат до Дня Святої Трійці.)
Його трактат Abhandlung vom Recitativ («Мистецтво речитативу»), написаний близько 1739, був опублікований тільки в 1962 році (Werner Steger, Gottfried Heinrich Stoelzels «Abhandlung vom Recitativ»).